# Castiarina nasuta
Castiarina nasuta es una especie de escarabajo del género Castiarina, familia Buprestidae. Fue descrita científicamente por Saunders en 1869.
Esta especie es endémica de Australia y se encuentra a lo largo de la costa este de Australia entre Melbourne y Brisbane. Es uno de los varios escarabajos joya que exhibe mimetismo batesiano. C. nasuta se puede distinguir de especies similares como C. erythroptera, C. rufipennis y C. subpura por tener un pronoto de aspecto arrugado. Se encuentra típicamente en arbustos con flores como Leptospermum y Bursaria.